# Воздушные силы Мадагаскара

Знак на фюзеляже

Воздушные силы Мадагаскара — ВВС Республики Мадагаскар. Штаб находится в Анталахе Занимаются их обслуживанием и ремонтом 500 человек.

## Базы воздушых сил
Кроме Анталахи Воздушные силы также располагаются в Анцухихи, Аривунимаму, Анцеранане, Фианаранцуа, Тауланару, Махадзанге, Туамасине и Тулиари. Также есть базы на о-ве Нуси-Бе.

## Противоздушная оборона
По информации на 2000 год у вооруженных сил имеется зенитные установки (находятся в ведоме сухопотных частей вооружённых сил).

## Количество техники
| Тип         | Производство | Назначение                | Количество |
| Самолёты    | Самолёты     | Самолёты                  | Самолёты   |
| ----------- | ------------ | ------------------------- | ---------- |
| Ан-26       | СССР         | транспортный самолёт      | 4          |
| МиГ-21      | СССР         | истребитель               | 8          |
| МиГ-17Ф     | СССР         | истребитель               | 4          |
| Piper PA-23 | США          | самолёт общего назначения | 1          |
| Reims F172M | Франция      | самолёт общего назначения | 4          |
| Reims F337  | Франция      | самолёт общего назначения | 2          |
| Як-40       | СССР         | административный самолёт  | 2          |